# Greenlee County
Greenlee County is een county in de Amerikaanse staat Arizona.
De county heeft een landoppervlakte van 4.784 km² en telt 8.547 inwoners (volkstelling 2000).